# Saint-Denis-d’Anjou
Saint-Denis-d’Anjou település Franciaországban, Mayenne megyében. Lakosainak száma 1512 fő (2022. január 1.). Saint-Denis-d’Anjou Bouère, Souvigné-sur-Sarthe, Miré, Pincé, Précigné, Sablé-sur-Sarthe, Bierné-les-Villages és Morannes sur Sarthe-Daumeray községekkel határos.

## Népesség
A település népessége az elmúlt években az alábbi módon változott:
| Lakosok száma | 1445 | 1279 | 1278 | 1460 | 1549 | 1555 | 1558 | 1548 | 1545 | 1512 |
|               | 1968 | 1982 | 1990 | 2006 | 2013 | 2015 | 2017 | 2019 | 2020 | 2022 |